# 6233-as mellékút (Magyarország)
A 6233-as számú mellékút egy közel 23 kilométer hosszú, négy számjegyű mellékút Tolna vármegye északi részén. Paksot köti össze néhány, tőle délnyugati irányban fekvő, környező településsel.

## Nyomvonala
A 6232-es út 2+800-as kilométerszelvénye előtt lévő körforgalomból indul dél felé; ugyanebbe a körforgalomba csatlakozik északról az M6-os autópálya Nagydorog–Kölesd–Paks-dél csomópontjának budapesti irányú lehajtó és pécsi irányú felhajtó ága (60 542, 60 543). Kezdeti szakaszán Paks külterületén halad, egyre nyugatibb irányt véve; első kilométerénél éri el Biritópuszta külterületi városrészt, ahol már délnyugati irányban húzódik. 2,5 kilométer után éri el Pusztahencse délkeleti határszélét, innen az út egy jó darabig a határvonalat kíséri. 4,2 kilométer után egy irányváltással visszatér teljesen paksi területre, az ötödik kilométere után Hegyespuszta külterületi városrész mellett halad el.
7,9 kilométer megtétele után halad el Paks, Tengelic és Dunaszentgyörgy hármashatára mellett, de utóbbi település területére nem lép be, ennél jobban a későbbiekben sem érinti, és a lakott területe is kilométerekkel arrébb található; innentől kezdve tengelici területen folytatódik. A 8+650-es kilométerszelvénye közelében kiágazik belőle dél-délkelet felé a 6234-es út Tengelic-Szőlőhegy és Fadd irányába, a 6233-as pedig nyugatnak folytatódik tovább. A 12. kilométere után kiágazik belőle egy alsóbbrendű bekötőút északnak, Középtengelic településrész felé, majd a 12+900-as kilométerszelvénye előtt egy újabb út ágazik ki belőle, ismét dél-délkeleti irányban: ez a 6235-ös út, amely Tengelic központjába, és azon keresztül Szedresre vezet.
15,1 kilométer után keresztezi az út a MÁV 46-os számú Sárbogárd–Bátaszék-vasútvonalát, az egykori Kölesd-Alsótengelic megállóhely északi szélén, előtte pár lépéssel kiágazik belőle dél felé a 62 336-os út, amely a megállóhelyet szolgálta ki. 16,6 kilométer után egy körforgalmú csomópontban keresztezi a 63-as főutat, amely itt 15,4 kilométer megtételén van túl. 18,7 kilométer után eléri a Szekszárdi járáshoz tartozó Kölesd határát, innentől azt kísérve vagy annak közelében húzódik, de csak a huszadik kilométere után hagyja el teljesen Tengelic területét és ezzel a Paksi járást. A 21+550-es kilométerszelvényénél keresztezi a Sárvíz, majd 250 méterrel arrébb a Sió folyását is, ami után eléri Kölesd lakott területét. Ott Dózsa György utca néven húzódik, és a Harc-Simontornya közti 6317-es útba torkollva ér véget, annak 12+800-as kilométerszelvényében.
Teljes hossza, az országos közutak térképes nyilvántartását szolgáló kira.gov.hu adatbázisa szerint 22,616 kilométer.

## Települések az út mentén
- Paks
- (Pusztahencse)
- (Dunaszentgyörgy)
- Tengelic
- Kölesd